# BedZED

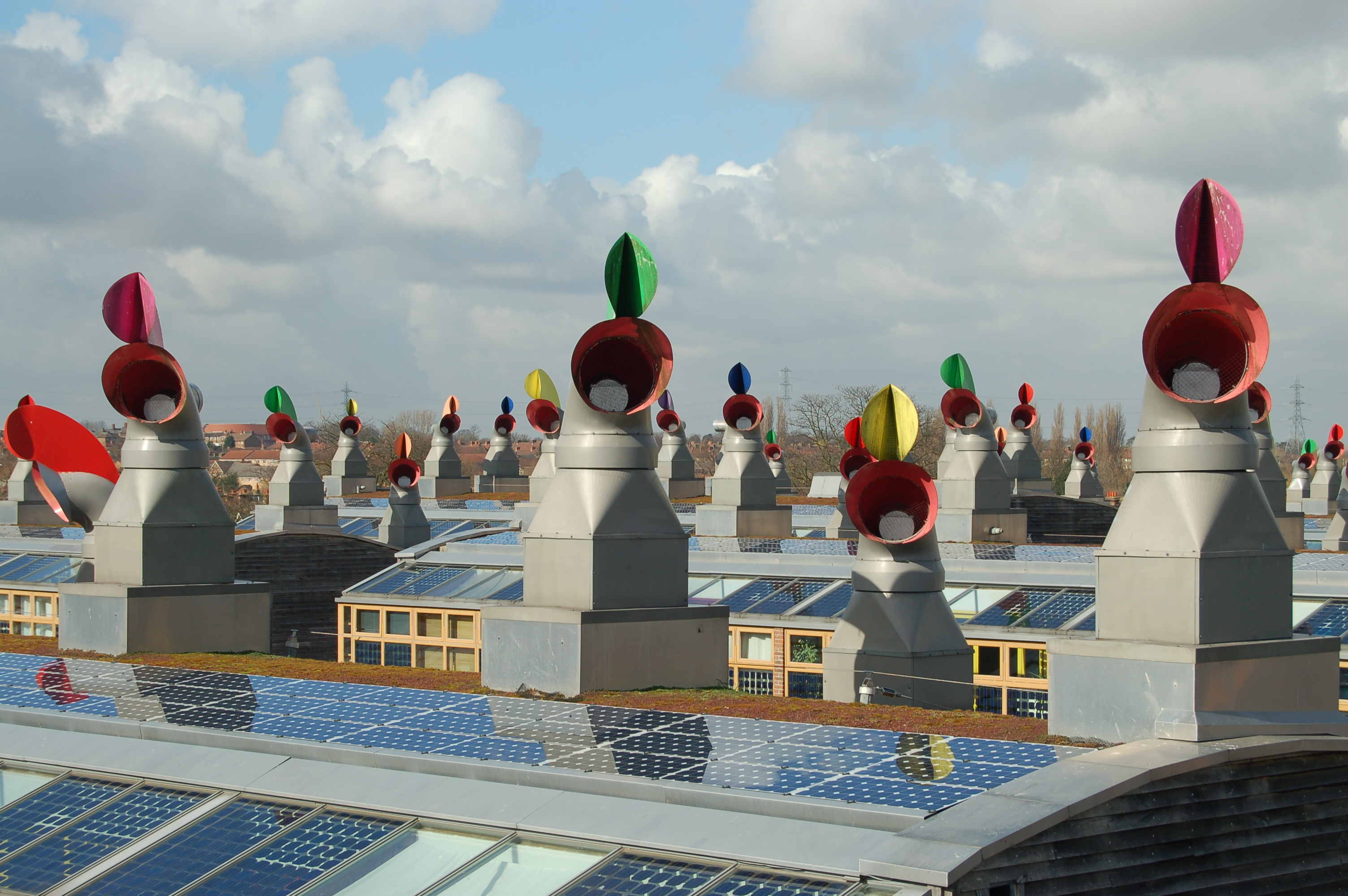
Dachy

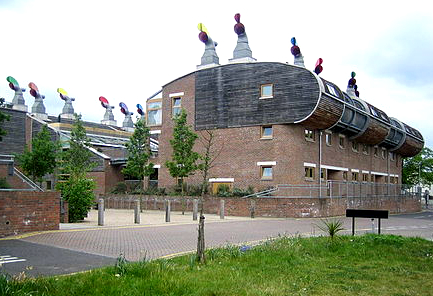
Osiedle BedZED

Beddington Zero Energy Development (BedZED) – przyjazne dla środowiska osiedle w Hackbridge w Londynie, uważane za największą ekowioskę w Anglii. Znajduje się w gminie Sutton, ok. 2 mile na wschód od miasta Sutton.
Zaprojektowane przez architekta Billa Dunstera jako jego wkład w zrównoważony styl życia. Projekt zainicjował BioRegional i ZEDfactory, a prowadził Peabody Housing Association we współpracy z Bill Dunster Architects, Ellis & Moore Consulting Engineers, Arup oraz konsultantami finansowymi Gardiner and Theobald. 
Doświadczenia przy rozwoju osiedla wpłynęły na praktykę zrównoważonego budownictwa: okazało się, że nie wystarczy ekologiczny projekt, jeśli mieszkańcy nie będą zainteresowani zmniejszeniem zużywania energii – ważny jest też styl życia mieszkańców. BedZED stał się prototypem programu One Planet Communities mającego stworzyć światową sieć ekologicznych osiedli oraz wywarł wpływ na brytyjską politykę redukcji energii, mówiącą, że do 2016 wszystkie nowo budowane domy muszą być neutralne pod względem emisji dwutlenku węgla do atmosfery (zero carbon) i zarazem wskazał na problemy z tym związane, np. konieczność wzięcia za to odpowiedzialności przez rząd i dostawców mediów.

## Liczby
W latach 2000–2002 na terenie pofabrycznym o powierzchni 1,6 ha powstały 82 mieszkania (dając gęstość 130 mieszkań na hektar) z 2500 m² powierzchni biurowej i mieszkalnej. Powierzchnia mieszkań waha się od 50 do 84 m², a każde z 38 różnych projektów ma własny ogród zimowy zwrócony na południe lub ogród na dachu. Tereny zielone zajmują powierzchnię 1640 m². W 2010 osiedle składało się ze 100 domów i budynków użyteczności publicznej i zapewniało miejsca pracy dla 100 osób na 1600 m². Osiedle liczy ok. 220 mieszkańców. Koszt inwestycji wyniósł 15 milionów funtów.

## Ekologiczne założenia
- Zero energy building — osiedle zaprojektowano do pobierania energii tylko ze źródeł odnawialnych dostępnych na miejscu. Zamontowano 777 m² paneli solarnych[11]. Zapotrzebowanie osiedla to zaledwie 48 kWh/m² rocznie[11]. Odpady drzewne miały być spalane w piecu kogeneracyjnym ("downdraft gasifier"), zapewniającym ogrzewanie i elektryczność, jednak urządzenie nie jest używane, ponieważ okazało się mieć zbyt dużą sprawność jak na potrzeby osiedla[11]. Kominy wentylacyjne z kolorowymi wylotami kołpaków na dachach domów zapewniają pasywną wentylację budynków[6][1], ponieważ samonastawna nasada kominowa ustawia się aerodynamicznie zawsze przeciwnie do kierunku wiatru (po stronie zawietrznej)[12].
- Wysoka jakość — wysoki standard wykończenia mieszkań zorientowany na przyciągnięcie wysoko wykwalifikowanych mieszkańców miast.
- Sprawność energetyczna — ściany izolowanych próżniowo, potrójnie przeszklonych okien (importowanych ze Skandynawii, ponieważ w Wielkiej Brytanii nie są produkowane)[11] zwrócone są w stronę południową w celu wykorzystania energii słonecznej do ogrzewania budynku (solar gain). Ściany z dwóch rzędów cegieł są ocieplone 30-centymetrowej grubości materiałem izolującym – wełną mineralną[11]. Zastosowano też ogrzewanie podłogowe włączane automatycznie, gdy temperatura spadnie poniżej 17 °C[11]. Budynki wyposażono w urządzenia energooszczędne, a liczniki umieszczono w widocznych miejscach, aby podnieść świadomość zużycia energii wśród mieszkańców[7].
- Sprawność wodna — większość wody deszczowej, która spada na osiedle, jest pozyskiwana i używana. Urządzenia domowe są przystosowane do niskiego poboru wody i w miarę możliwości używania wody z recyklingu[11]. Na dachach oprócz paneli solarnych znajdują się ogrody oraz zielone dachy z ziemią o grubości 300 mm, zatrzymujące nadmiar wody deszczowej. Obsadzone sukulentami (rozchodniki) dachy zatrzymują do 28 litrów/m2 (ok. 75%) deszczówki. Pozostała, pozyskana część wody deszczowej to ok. 174 m³, zastępujące wodę, która normalnie byłaby pobrana z mediów[6]. System przechowywania wody deszczowej zapewnia do 15 litrów dziennie na osobę[11]. Zainstalowano żywą oczyszczalnię ścieków Living Machine, jednak od 2005 nie jest ona używana ze względu na zbyt wysokie koszty utrzymania (pobór energii i konserwacja) jak dla tak małego założenia, jakim jest BedZED[13].
- Materiały budowlane o niskim oddziaływaniu na środowisko — wybrano materiały ze źródeł odnawialnych lub z recyklingu, a większość z nich, podobnie jak i siła robocza, była sprowadzana z odległości do 50 mil od osiedla, w celu zminimalizowania energii potrzebnej do transportu[14]. Drewno miało certyfikat Forest Stewardship Council lub podobnej organizacji, co zapewniało jego pozyskanie w zrównoważony sposób[3].
- Recykling odpadów — wyznaczono miejsca i pojemniki do zbiórki odpadów w celu wspierania recyklingu. W kuchniach zaprojektowano pojemniki do segregacji odpadów, a odpady organiczne są kompostowane[11].
- Transport — osiedle współpracuje z wiodącym brytyjskim operatorem car-sharingu, City Car Club[7]. Mieszkańcy zachęcani są do wspólnego użytkowania samochodów zamiast posiadania ich indywidualnie; na miejscu jest wybór samochodów gotowych do użytku. 40 mieszkańców użytkuje 3 samochody[1]. Samochody o napędzie elektrycznym i gazowym mają pierwszeństwo nad napędzanymi benzyną i silnikami diesela, a na parkingach są miejsca do ładowania samochodów elektrycznych.

## Sprawność osiedla
Badania przeprowadzone w 2003 wykazały, że BedZED osiągnął następując wyniki w ograniczeniu zużycia energii w porównaniu do średniej brytyjskiej:
- zapotrzebowanie na ogrzewanie wnętrz było o 88% mniejsze
- zużycie ciepłej wody było o 57% mniejsze
- zużycie elektryczności, wynoszące 3 kilowatogodziny na osobę dziennie, było o 25% mniejsze; a 11% energii wytwarzały panele solarne[16]. Pozostała część miała pochodzić z układu kogeneracji (Combined heat and power), opalanego drewnem, ale problemy finansowe firmy mającej go zainstalować spowodowały opóźnienia w rozpoczęciu używania urządzenia.
- konsumpcja wody pitnej zmalała do 50% lub 67% w porównaniu do domów wyposażonych w prysznice elektryczne
- odległości przejazdu samochodami były o 65% mniejsze[7].

W 2006 ślad ekologiczny mieszkańców osiedla wynosił 3,2 gha (globalnych hektarów). Dla porównania, wynik ten dla Wielkiej Brytanii wynosił wtedy 5,4 gha, Szkocji – 5,37 gha. 
W 2006 produkcja energii ze źródeł odnawialnych, która w 2003 wynosiła 80%, spadła do 11%. W 2005 zaprzestano używania pieca kogeneracyjnego, ponieważ władze nie chciały przeprowadzać jego konserwacji; skłoniło to mieszkańców do przestawienia się na pobór energii z sieci.
W roku 2007 sprawność osiedla była następująca:
- zużycie elektryczności było niższe o 34% w porównaniu do średniej brytyjskiej[2], zaś o 45% niższa w porównaniu do średniej hrabstwa Sutton[13], wynosząc średnio 2,579 kWh rocznie dla jednego domostwa[7]
- zużycie ogrzewania było mniejsze o 77% w porównaniu do średniej brytyjskiej[2], a o 81% niższa w porównaniu do średniej hrabstwa Sutton[13], wynosząc średnio 3,526 kWh rocznie dla jednego domostwa[7]
- zużycie wody było o 50% niższe w porównaniu do średniej hrabstwa Sutton[13].

## Problemy
Badanie w 2008 wykazało, że przeciętny ślad ekologiczny mieszkańca BedZED wynosił aż 4,67 gha (co odpowiada zużywaniu 2,6 planety). Działo się tak prawdopodobnie dlatego, że pomimo zużywania względnie mało energii w domu mieszkańcy prowadzili dosyć wystawny tryb życia.
Kolejne badanie BedZED przeprowadzone w 2010 prowadziło w większości do pozytywnych wniosków. Zarówno mieszkańcy, jak i sąsiedzi byli przeważnie zadowoleni. Wyróżniono jednak kilka problemów, np.:
- Piec na biopaliwo (biomass gasifier) został zastąpiony bojlerem gazowym[19] z powodu problemów technicznych i niemożności pracy w nocy, której zabroniły lokalne władze[18]
- Oczyszczalnia biologiczna Living Machine wymagała ciągłej konserwacji, problemem stał się też koszt jej utrzymania[19]. Z powodu stosunkowo małego poboru wody na osiedlu (6000 m³ rocznie) lokalny dostawca wody nie zgodził się na finansowanie urządzenia[13].
- Solarne ogrzewanie pasywne okazało się niewystarczające w zimie, zaś w lecie powodowało przegrzanie budynków[19].
- Nie udało się wprowadzić w życie planów stworzenia działek na terenach zielonych[19].
- Pomimo starań, ślad ekologiczny mieszkańców odpowiadał zużyciu 1,7 planety, a więc więcej niż zamierzana 1 planeta (ale mniej niż średnia brytyjska wynosząca 3 planety)[19]. Tylko ok. ⅓ mieszkańców żyje zgodnie z założeniami projektu, a część osób nie jest ich świadoma[11].

## Nagrody
- 2001 – Housing Design Award w dziedzinie zrównoważonego rozwoju, od Royal Institute of British Architects
- 2001 – Evening Standard New Homes Awards – BedZED zdobył nagrodę London Lifestyle: „Ambitny i odważny, wzór dla przyszłych przedsięwzięć budowlanych” ("Ambitious and brave, and a model for future developments")
- 2001 – UK Solar Awards, od Energy 21 – „prawdopodobnie najbardziej wpływowy ze wszystkich projektów mieszkaniowych w tym stuleciu” ("perhaps the most influential of all housing projects this century")[20]
- 2002 – finalista World Habitat Awards[6][21]
- 2002 – Energy Globe Award[22] – międzynarodowa nagroda uznająca BedZED za najlepszy przykład zrównoważonej energii w budownictwie i mieszkalnictwie
- 2002 – Building Services Award w dziedzinie innowacji
- 2003 – nagroda dla zrównoważonej wspólnoty od Office of the Deputy Prime Minister[6] – BedZED konkurował z 3 innymi projektami
- 2003 – Stirling Silver Prize[6]
- 2003 – nagroda w dziedzinie zrównoważonego rozwoju dziennika Royal Institute of British Architects: „BedZED znacznie wykracza poza standardowe wytyczne środowiskowe, zmieniając zarówno nasz sposób życia, jak i pracy” ("BedZED goes way beyond the standard environmental checklist by challenging both the way we live and work")[5][23]
- 2003 – Housing Design Awards[23][6] – BedZED wygrał nagrodę Completed Scheme
- 2003 – Ashden Awards – za projekty bazujące na doświadczeniu BedZED[2]
- 2004 – Bremen Awards Special Recognition (€2500)[1]
- 2004 – nagroda w dziedzinie zrównoważonego rozwoju od Civic Trust[6]
- 2005 – nagroda w dziedzinie wzornictwa (Design Award) od Sutton and Cheam Society[24]

## Lokalizacja
Lokalizacja założenia została wybrana ze względu na łatwość dojazdu transportem publicznym.
Do BedZED można dojechać wschodnią częścią London Road (A237), naprzeciwko New Road, ok. 500 m na północ od stacji kolejowej Hackbridge. Ze względu na założenie niskiego zużycia energii, w BedZED nie popiera się używania samochodów; projekt zachęca do dojazdu transportem publicznym, rowerami i spacerów. Powierzchnia parkingowa jest ograniczona do 100 miejsc parkingowych.
Osiedle znajduje się ok. 5 minut drogi pieszo od stacji kolejowej Hackbridge, do której dojeżdżają pociągi z dworca Victoria w Londynie oraz St Pancras International przez London Blackfriars. Dojeżdża też tramwaj z Croydon i Wimbledon do stacji Mitcham Junction, odległej od BedZED o 15 minut drogi pieszo.
Autobusy dojeżdżające do BedZED to linia 127 jeżdżąca na trasie Purley–Tooting przez Wallington i Hackbridge.